# 오사키하치만궁
오사키하치만구(일본어: 大崎八幡宮)는 미야기현 센다이시 아오바구에 위치한 신사이다. 오사키하치만 궁은 다테 마사무네에 의해서 축조되어 1607년(게이초 12년)경에 완성되었다. 본전(本殿)과 배전(拝殿)을 바닥에 돌로 깐 부분으로 연결한 곤겐즈쿠리(権現造) 양식의 신사의 본전은 도요쿠니 묘의 건축 양식을 본떴다고 전해지며, 1903년에 중요문화재로 지정되었다가 1952년에 국보로 승격되었다. 신사는 센다이 지방에 이입된 아즈치모모야마 시대의 건축 양식을 보여준다.
검은색으로 통일된 진자건물과 중반에 새겨진 화려한 조각이 멋있게 조화를 이루고 있다. 매년 1월 14일의 돈토 축제에는 무병과 재난방지를 기원하는 하다카참배로 많은 인파가 몰린다.